# ديميتري أوسيبوف
ديميتري أوسيبوف (بالروسية: Дмитрий Вячеславович Осипов)‏ هو لاعب كرة قدم روسي في مركز الدفاع، ولد في 14 فبراير 1996 في سامارا في روسيا. لعب مع كريليا سوفيتوف سامارا.

## وصلات خارجية
- ديميتري أوسيبوف على موقع قاعدة بيانات كرة القدم.إي يو (الإنجليزية)
- ديميتري أوسيبوف على موقع Soccerway.com (الإنجليزية)